# Anderson Ferreira
Anderson Ferreira Rodrigues (Recife, 10 de dezembro de 1972) é um empresário e político brasileiro filiado ao Partido Liberal (PL). Foi deputado federal e prefeito de Jaboatão dos Guararapes.
Foi eleito deputado federal em 2011 sendo reeleito em 2014, para a 55.ª legislatura (2015-2018), no qual exerceu apenas dois anos de mandato (2015-2016). Votou a favor do Processo de impeachment de Dilma Rousseff.
Elegeu-se prefeito de Jaboatão dos Guararapes em 2017 pelo Partido Liberal no segundo turno, vencendo Manoel Pereira da Costa (Neco) (PDT) com 171.057 votos (58,50% dos votos válidos). Deixou o cargo em 31 de março de 2022 para disputar o Governo de Pernambuco pelo PL. Anderson terminou a disputa em 3º lugar com 18,15% dos votos válidos e não avançou ao 2º turno.

## Família e juventude
Nascido em Recife em 10 de dezembro de 1972, Anderson é filho de Iranete Ferreira e do pastor da Assembleia de Deus e ex-deputado estadual Manoel Ferreira, além de ser irmão gêmeo do ex-vereador e deputado federal André Ferreira.

## Candidatura ao governo de Pernambuco (2022)
Desde o final de 2021, Anderson já indicava que pretendia renunciar à prefeitura de Jaboatão dos Guararapes para concorrer à eleição para o governo de Pernambuco, até protagonizando com a então prefeita de Caruaru, Raquel Lyra, do PSDB, uma aliança multipartidária chamada "Movimento Levanta Pernambuco". Ela perdurou por alguns meses, apesar da disputa nacional entre os então pré-candidatos João Doria, do PSDB e Jair Bolsonaro, que havia acabado de ingressar no PL, que afetou-a internamente, mas em março de 2022 a aliança foi desfeita. 
Anderson anunciou sua pré-candidatura ao governo em 22 de março de 2022, formando uma chapa com o então ministro Gilson Machado, pré-candidato a senador por Pernambuco. Ambos tiveram o apoio de Bolsonaro, sendo os pré-candidatos oficiais do bolsonarismo para as eleições majoritárias do estado em 2022. Em 31 de julho, a convenção estadual do PL confirmou a candidatura de ambos, com Izabel Urquiza sendo o nome escolhido para ser a candidata a vice-governadora da chapa.
Na campanha, os principais adversários de Anderson eram Marília Arraes (Solidariedade), Raquel Lyra (PSDB), Miguel Coelho (UNIÃO) e Danilo Cabral (PSB). As pesquisas de opinião indicavam, do começo ao final da campanha, que os três últimos candidatos, juntamente a Anderson, disputavam uma vaga num quase certo segundo turno contra Marília. O candidato, junto a Marília Arraes, faltou a todos os debates entre os candidatos realizados pela imprensa pernambucana.
Anderson terminou o primeiro turno em terceiro lugar na eleição, com 890.220 votos (18,15% dos votos válidos), ficando atrás de Marília Arraes, que teve 1.175.651 votos (23,97%) e Raquel Lyra, que teve 20,58%.

## Vida pessoal
Anderson é casado com Leonor Tude Ferreira e tem três filhos.

## Histórico eleitoral
| Ano  | Cargo                               | Partido                                            | Partido                             | Coligação                                                                                | Partidos                                   | Votos para Anderson | Votos para Anderson | Votos para Anderson  | Resultado     | Ref.          |
| Ano  | Cargo                               | Partido                                            | Partido                             | Coligação                                                                                | Partidos                                   | Total               | %                   | P.                   | Resultado     | Ref.          |
| ---- | ----------------------------------- | -------------------------------------------------- | ----------------------------------- | ---------------------------------------------------------------------------------------- | ------------------------------------------ | ------------------- | ------------------- | -------------------- | ------------- | ------------- |
| 2010 | Deputado federal                    |                                                    | PR                                  | Frente Popular de Pernambuco para Deputado Federal e Estadual                            | PRB, PP, PDT, PT, PTB, PSC, PR, PSB, PCdoB | 48.435              | 1,21%               | 26º                  | Eleito        | [ 19 ] [ 20 ] |
| 2014 | Deputado federal                    | Frente Popular de Pernambuco para Deputado Federal | PR                                  | PSB, PMDB, PC do B, PV, PR, PSD, PPS, PSDB, SD, PPL, DEM, PROS, PP, PEN, PTC             | 150.565                                    | 3,36%               | 5º                  | Reeleito             | [ 21 ] [ 22 ] |               |
| 2016 | Prefeito de Jaboatão dos Guararapes | Muda Jaboatão                                      | PR                                  | PR, PTN, DEM, PTB, PSL, PMB, PSC, PRB                                                    | 171.057                                    | 58,50%              | 1º                  | Eleito (em 2º turno) | [ 23 ] [ 24 ] |               |
| 2020 | Prefeito de Jaboatão dos Guararapes | PL                                                 | Jaboatão O Trabalho Faz a Diferença | PL, PSC, PATRIOTA, PODE, PSD, PMN, CIDADANIA, DEM, PSL, PSDB, PV, PTB, SOLIDARIEDADE, PP | 144.586                                    | 54,28%              | 1º                  | Reeleito             | [ 25 ] [ 26 ] |               |
| 2022 | Governador de Pernambuco            | PL                                                 | Partido isolado                     | PL                                                                                       | 890.220                                    | 18,15%              | 3º                  | Não eleito           | [ 17 ] [ 27 ] |               |